# Émile Henry (entreprise)
 (avril 2016).
Si vous disposez d'ouvrages ou d'articles de référence ou si vous connaissez des sites web de qualité traitant du thème abordé ici, merci de compléter l'article en donnant les références utiles à sa vérifiabilité et en les liant à la section « Notes et références ».
Pour les articles homonymes, voir Émile Henry et Henry.
Émile Henry est une marque d'articles céramiques à usage domestique, essentiellement de cuisine, ou ornemental,  produits par l'entreprise du même nom, fondée en 1850, et localisée en Bourgogne. Elle fait partie du patrimoine industriel de Bourgogne et particulièrement du Brionnais.

## Histoire

### Jacques Henry, le fondateur vers 1850
En 1832 Pierre et Pierrette Charles exploitent une poterie. Ils embauchent un jeune garçon de Marcigny, Jacques Henry. . Lorsque ce dernier a terminé son tour de France de potier il épouse, en 1843, Pauline, fille d'un mariage précédent de Pierrette. Après la mort de Pierrette, en 1856, et de Pierre, en 1877, Jacques Henry est seul à la tête de l'entreprise. Il investit, construit un grand bâtiment, embauche... Sa femme Pauline meurt en 1871. Il a deux enfants, Pierre et Paul. C'est Paul qui lui succédera.

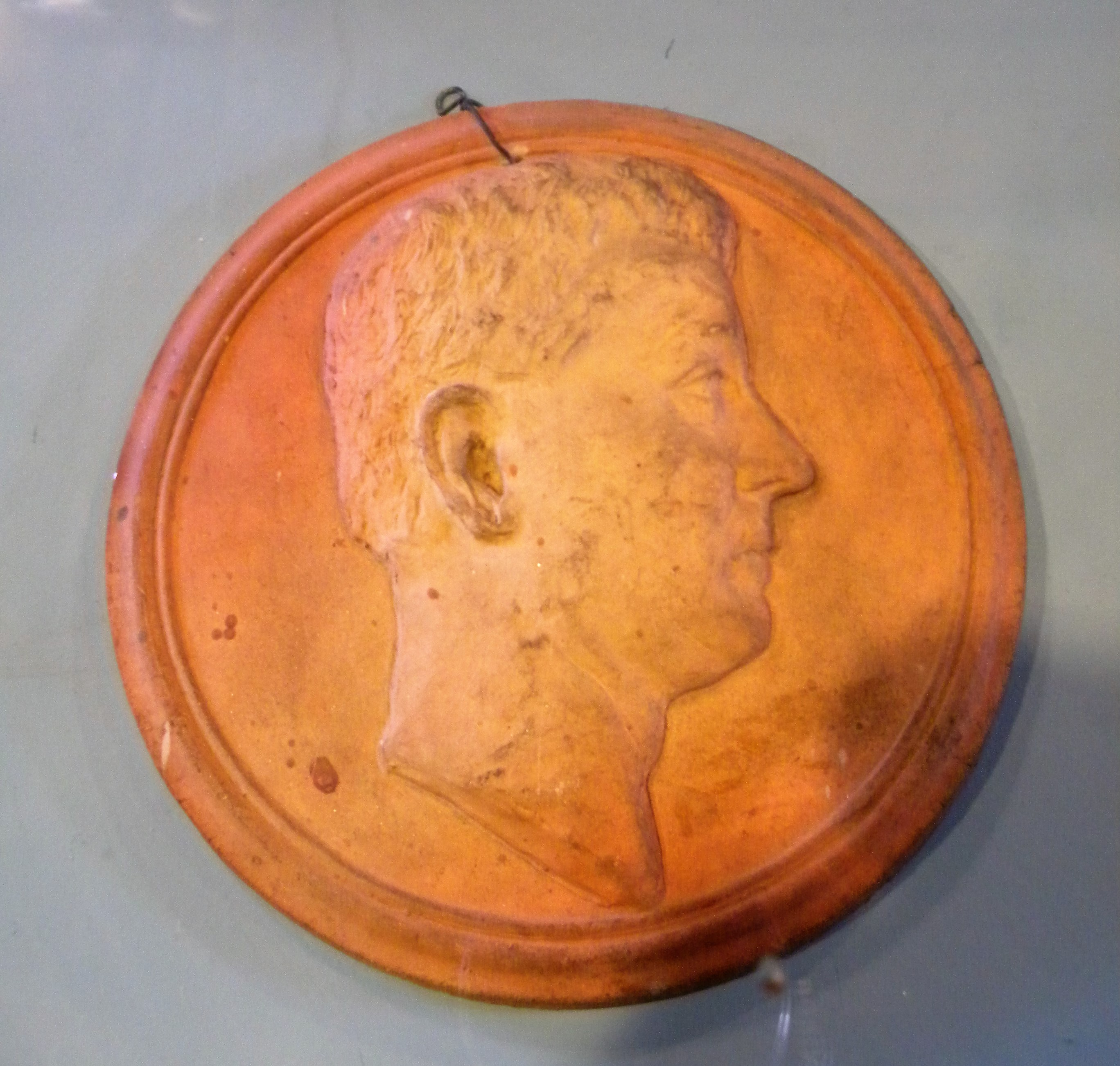
Médaillon du fondateur Emile Henry au Musée de la Tour de Marcigny

### Les dirigeants successifs
En 1882, Paul Henry succède à son père. Il s'installe à Paris de 1882 à 1894  afin d'élargir la clientèle. L'effectif salarié à Marcigny atteint 40 personnes. La fabrication est modernisée,  des tours mécaniques remplacent les tours à main.
En 1922, Émile Henry assume la direction. Avant cela il avait  pris part à la guerre en 1914 (il est né en 1885). Malgré la forte concurrence des récipients culinaires en métal la poterie  résiste,  grâce à la clientèle parisienne qui assure 40 % des débouchés. L'effectif atteint 50 personnes.
En 1950 lorsqu'il succède à son père, Maurice Henry a 32 ans. L'après guerre est une période d'expansion qui voit  la production passer de 1 100 tonnes en 1950, à 3 000 tonnes en 1965 et à 5 000  en 1975.  L'énergie utilisée pour les fours passe successivement du charbon à l'électricité, puis au fioul et au gaz, ce qui permet de réduire la durée des cycles de cuisson qui passe d'une semaine à 72 heures puis à 12 heures, et enfin à 4 heures. L'effectif atteint 200 personnes. L'export se développe au Danemark, au Benelux, en Angleterre pour atteindre 15 % du chiffre d'affaires.
À partir de 1974, Jacques Henry, codirige durant 9 ans l'entreprise avec son père Maurice Henry. Puis assure seul la direction en 1983. Il développe de nouvelles techniques améliorant de façon très importante la qualité des produits (le Céradon) ; Il amplifie l'exportation : l'entreprise vend  50 % de sa production dans plus de 50 pays. La capacité de production est doublée entre 1989 et 1992 grâce à la construction de deux nouvelles usines.   En 2005 une céramique supportant les sources de chaleur directe est mise au point, permettant le lancement des cocottes « Flame ».
Depuis 2012, Jean-Baptiste Henry, né en 1979, devient, pour la sixième génération familiale, le dirigeant.

## Production et activité

### Localisation
La totalité de la production est assurée, depuis la création de l'entreprise, dans des usines construites à Marcigny (quatre unités de fabrication, un centre de stockage). L'entreprise a ouvert un magasin d'usine sur le site de Saint-Nizier, zone d'activités de cette commune.

### Processus de fabrication
La première phase est celle de la conception, puis de la création des moules. Les matières premières nécessaires à la production sont principalement des argiles et des oxydes (pour l'émail). Différentes argiles et pierres dont finement broyées et additionnées d'eau La pâte obtenue est versée dans un moule en plâtre. Hors du moule le produit est chauffé à 50 °C durant 6 heures. Puis il revêtu d'un émail coloré. Le plat de cuisson ainsi émaillé est cuit dans un four pendant 4 heures à 1 150 °C. En fin de production la qualité de chaque pièce est contrôlée manuellement. Sur chacun des objets fabriqués figure les initiales de l'artisan qui a réalisé la fabrication.

### Propriétés, qualité et volume
Les produits céramiques s’adaptent sur tous les types de feux. Ils peuvent résister au choc thermique, passant du froid (congélateur) au chaud (four). La gamme "Flame" peut  être chauffée directement. Ils sont résistants aux rayures. La cuisson est douce et homogène. Ils conservent la chaleur.
En 2002, la société est certifiée ISO 9001, norme internationale garantissant un haut niveau de qualité.
Le label « Entreprise du patrimoine vivant (EPV) lui a été attribué,.
En moyenne la production est de 70 000 pièces par semaine, 3 000 000 par an.
En 2022  l'entrepre emploie  320 collaborateurs et réalise 40 millions d'euros de chiffre d'affaires consolidé, dont 80 % réalisés hors des frontières hexagonales pour les produits de la marque Emile Henry.